# Работница (журнал)
«Работница» — общественно-политический и литературно-художественный журнал для женщин (с 2001 — для семейного чтения) в СССР и России.

## История журнала
Учреждён по инициативе В. И. Ленина в целях «защиты интересов женского рабочего движения» и пропаганды взглядов рабочего движения. В создании журнала участвовали и в разное время были членами редакции А. И. Ульянова-Елизарова, Н. К. Крупская, И. Ф. Арманд, А. В. Артюхина, В. М. Величкина, Ф. И. Драбкина, А. М. Коллонтай, П. Ф. Куделли, З. И. Лилина, Л. Р. Менжинская, К. И. Николаева, Е. Ф. Розмирович, К. Н. Самойлова, Л. Н. Сталь, Э. А. Алексеева, Ф. Е. Нюрина и другие.
Первый номер вышел 23 февраля (8 марта по новому стилю) 1914 года.
До 1923 года издавался в Санкт-Петербурге, затем в Москве. В 1914 вышло 7 номеров, из которых 3 были конфискованы полицией;
26 июня (9 июля) издание прекращено из-за полицейских преследований.
Выпуск возобновлён с 10 (23) мая 1917 до 26 января (8 февраля) 1918 как еженедельный журнал ЦК РСДРП (б), однако за это время вышли в свет только 13 номеров..
С 1943 г. становится ежемесячным журналом.
С 1991 г. издавался на средства коллектива издательства, с 2009 — издательским домом «Работница».
С 2022 (?) года социальные сети и журнала перестали обновляться. В 2024 году ООО "Издательский дом "Работница" было ликвидировано.

### Динамика тиражей
Первый номер 1914 года вышел тиражом 12 тысяч экз. В 1917—1918 годах в среднем тираж составил 30—43 тыс. экз. Во время Великой Отечественной войны тираж снизился с 425 тыс. до 75 тыс. экз., но уже в начале 1950-х годов почти достиг довоенного уровня (350 тыс. экз.). Далее неуклонно рос (например, в 1974 году — 12.6 млн.) до 1990 года, когда составил 23 млн экземпляров, но за один 1991 год упал почти вдвое (до 12 млн, уровня 1974 года). В 2013 году он составил всего 35 тысяч. Интернет-издания пока не существует, зато выложены многие номера до 1994 года.
На 2018 год интернет-издание существует в сокращённом варианте и располагается по адресам: www.rabotnitsa.su и www.rabotnitsa-magazine.ru. Через сайт журнала возможна подписка на бумажную и электронную версии, а так же приобретение старых номеров.

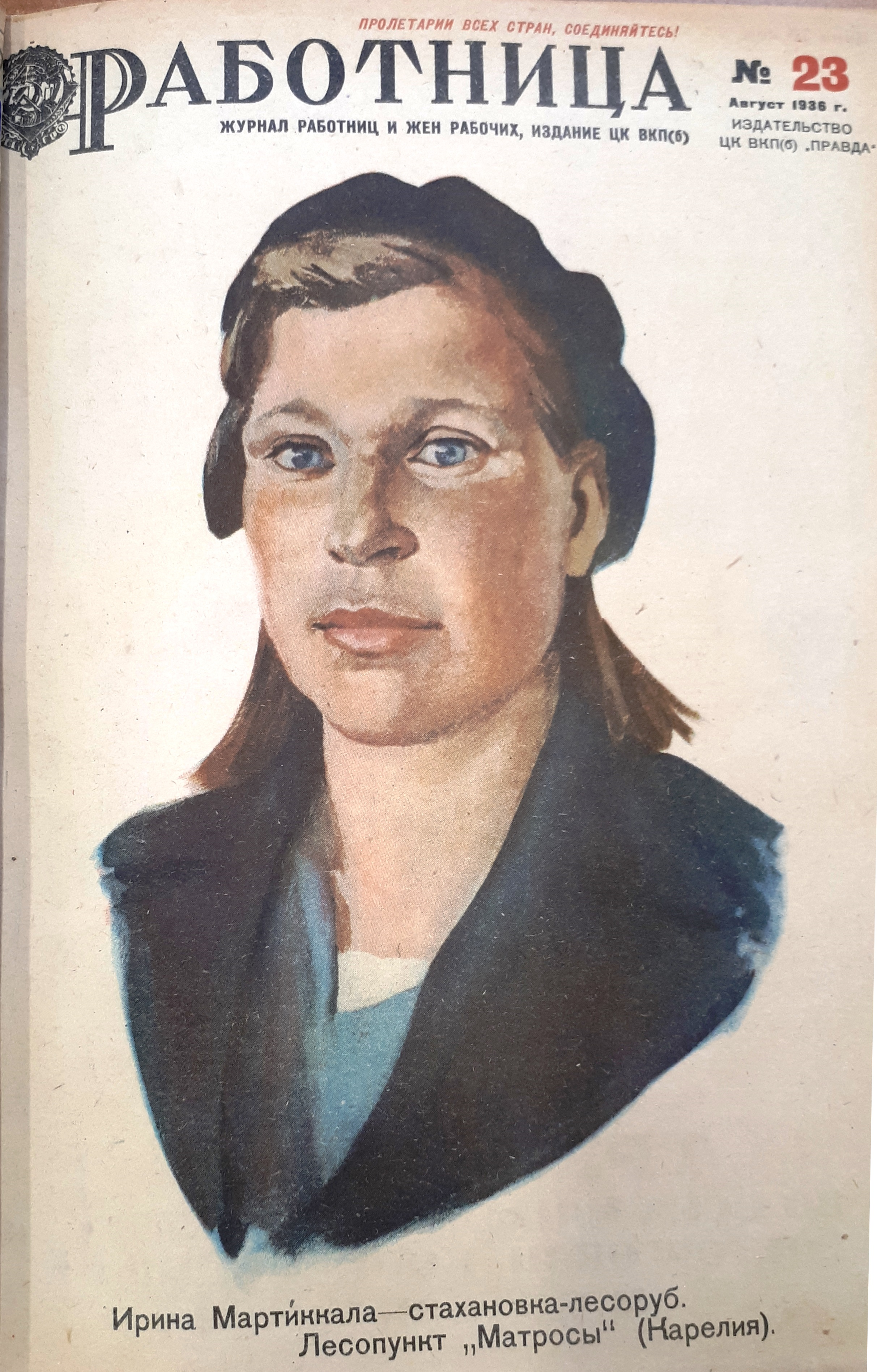
Номер журнала 1930-40-х годов

## Содержание
«Работница» в первую очередь освещала женское социалистическое движение. Заглавие гласило о том, что это "журнал для работниц и жён рабочих". Наиболее важными публикациями в советское время считались работы В. И. Ленина «Есть ли путь к справедливому миру?» в 5-м номере и «Три кризиса» в 7-м. Журнал активно откликался на изменения политической конъюнктуры, иногда по оперативности подачи материала обгонял газеты. Постепенно, но особенно активно в послевоенные годы, переориентируется на освещение социальных и бытовых вопросов.
Печатала также статьи на темы материнства, воспитания детей и подростков, отрывки из литературных и репродукции известных картин. С первого номера за 1924 на страницах журнала публиковались «советы и указания, как справляться с этими домашними делами таким образом, чтоб найти больше досуга и времени для общественной жизни, для строительства великой новой жизни», которым уделяла примерно полстраницы в номере. Специальная рубрика для детей была посвящена публикации «образцов детского творчества». Существовала также рубрика «По следам неопубликованных писем» или «По письмам читателей», где редакция отчитывалась в том, что сделано в ответ на читательские жалобы или просьбы. Однако жесткой рубрикации по вопросам детства в журнале не было, отдельные тематические блоки быстро исчезали или переименовывались. Имелись непостоянные блоки "Кулинария" и цветные рисунки образцов современной модной одежды для женщин и детей. Многие номера имели бесплатные приложения — выкройки. В послевоенные годы (1945-53) публиковал много материалов о жизни в сиротских домах.
В 1985 году журнал «Работница» начал серию публикаций, рассчитанную на 3 года — Домашняя Академия по домоводству и рукоделию. В программу Академии входили 4 раздела — Кройка и шитье, Вязание, Кулинария, Уход за собой. В постсоветское время в журнале появились разделы «За 50, и все в порядке», «Мужчина и женщина», «Разговор для двоих», «Мужчины в нашей жизни», «Житейская история».

## Главные редакторы
- 1952-1956 гг. Абрамова Анна Григорьевна (1908-1956)
- 1956—1983 — Вавилина Валентина Евгеньевна (1911—1997).
- 1983—2008 — Крылова Зоя Петровна (1944—2017).[4]
- 2014 год — Ершова Любовь Всеволодовна (род. 1949)[9].
- 2016 год — Трифонова Мария Александровна[10]

## Редакция
Состав на декабрь 1938 и 1940 годов:
- Карасева Л. Е.
- Николаева К. И.
- Шабурова М. А. (ответственный редактор)

Состав на 25 октября 1945 года:
- Николаева К. И. (ответственный редактор)
- Кирсанова К. И.
- Каганович М. М.
- Гришакова А. П.
- Кононенко Е. В.
- Быкова К. В.

Состав на 17 мая 1989 год и на 13 июня 1989:
- Крылова З. П. — Главный редактор
- Башарина В. М. — заместитель главного редактора
- Виркунен Т. Ш.
- Журавлёва В. Ф.
- Журавская И. А.
- Иванов М. Б. — ответственный секретарь
- Карасёва Д. Т.
- Лесовая Л. А.
- Римашевская Н. М.
- Скляр И. В.
- Сухорученкова Г. Ф.
- Фёдорова Н. Ф.
- Эльдарова Р. А.
- Веретенников С. Ю. — Главный художник
- Абрамова Т. Н. — Художественный редактор

## Награды
- Орден Трудового Красного Знамени (1933)
- Орден Ленина (1964)